# 五色台
五色台（ごしきだい）は、香川県の高松市と坂出市にまたがる瀬戸内海に張り出した山塊の総称で、ほぼ県の中央に位置する。複数の頂に広い平坦面が連なるメサ（卓状台地）とされている。

## 概要
五色台の名称は、古代中国の陰陽五行説に由来するという。五色の名の付いた紅ノ峰・黄ノ峰・青峰・黒峰・白峰山があり、地形図に記載された1960年（昭和35年）以降は、山塊の総称とされている。遠方から望む山容は台形で、なだらかに広がる。最高峰の標高483メートルの猪尻山ほか複数の頂に、標高407メートルの国分台（こくぶだい）などの平坦面が連なる。東西約8キロメートル・南北約10キロメートルの山塊で、北北西方向に緩やかに標高を減じる台地の地形（メサ）である。
県内と瀬戸内海沿岸向けの放送送信の適地とされ、多くの送信鉄塔が五色台送信所に設置されている。
備讃瀬戸を望む好展望地であり、四季折々の自然と触れ合うフィールドに恵まれており、香川県内の観光地・景勝地等の100選「新さぬき百景」に選ばれている。1950年（昭和25年）、瀬戸内海国立公園に編入された。五色台園地の「五色台ビジターセンター」には自然体験ハウスが併設され、「休暇村讃岐五色台」にはテニスコート・プール・オートキャンプ場などが併設されている。
五色台園地のほかに、崇徳天皇白峯陵・四国八十八箇所霊場の白峯寺と根香寺・瀬戸内海歴史民俗資料館・五色台少年自然センター・観光果樹園・宿泊施設などが散在する。
稜線を南北に五色台スカイライン（県道281号）が走り、ドライブとともに、展望台で瀬戸内海などの眺望を楽しむことができる。五色台スカイラインは、高松市～坂出市の南側山越えの県道180号と山上で交差する。他方は、山麓海岸外周の県道16号と大崎ノ鼻で交差する。
五色台園地に加え、北側に大崎山園地・黒峰に黒峰園地、白峯寺の参道の入り口に白峰園地がある。各々、眺望の良い展望台があり、大崎山園地には流政之の彫刻作品「またきまい」が設置されている。白峰園地は桜の木が多く、春は花見で賑わう。展望台からは、瀬戸大橋・瀬戸内海の多島美に加え、夜景が楽しめる。その他、西行が白峯陵を訪れたとされる道は、乃生（のう）白峯寺線歩道「西行のみち」として整備されている。

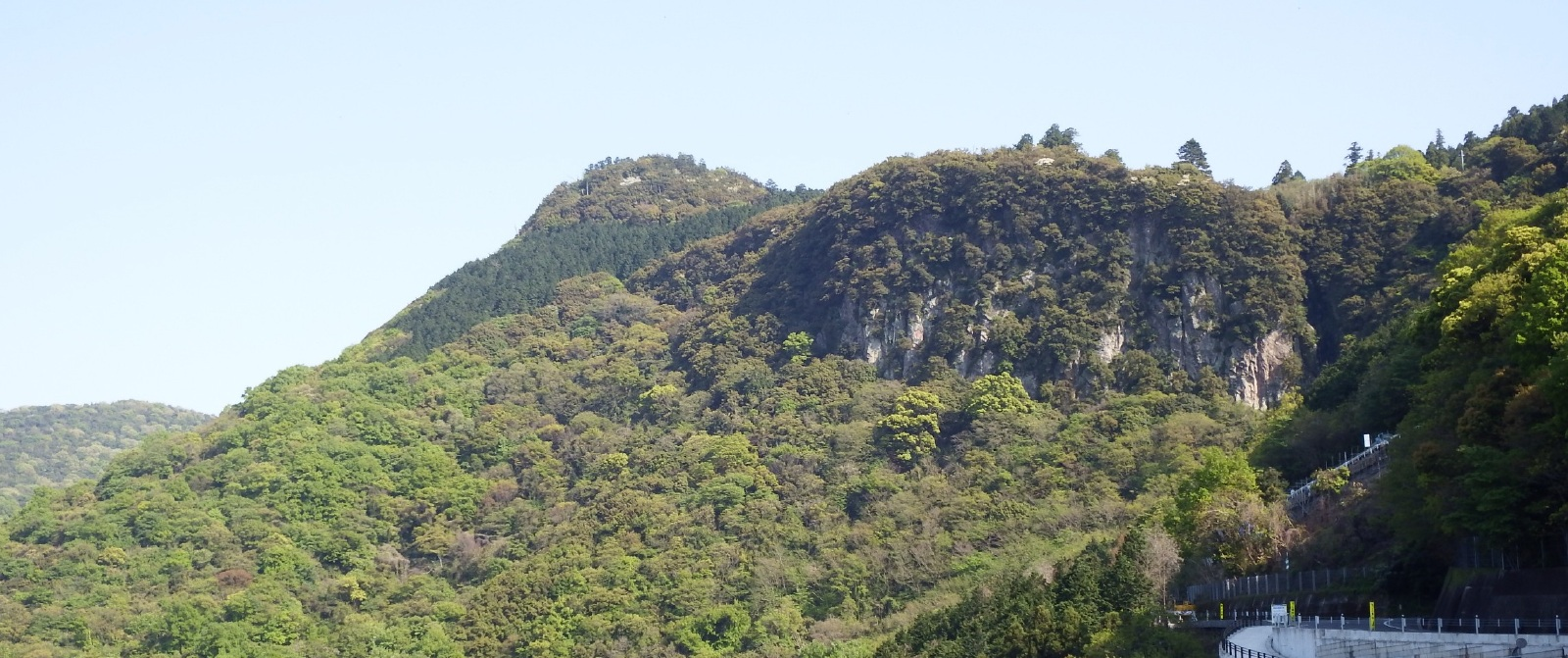
稚児ヶ滝（白峯寺線歩道）

国分台遺跡は、旧石器時代のサヌカイト（讃岐石）製のナイフ形石器などの、大規模原産地遺跡として知られる。地元では石を叩くと、カンカンと澄んだ音を響かせるため、「カンカン石」と呼ばれ、観光みやげ品として販売されている。また、世界で唯一のサヌカイト製の、石琴（リソフォン）などが製作されている。

## 地形・地質ほか
地形の詳細は巻頭と概要に記述の通り。

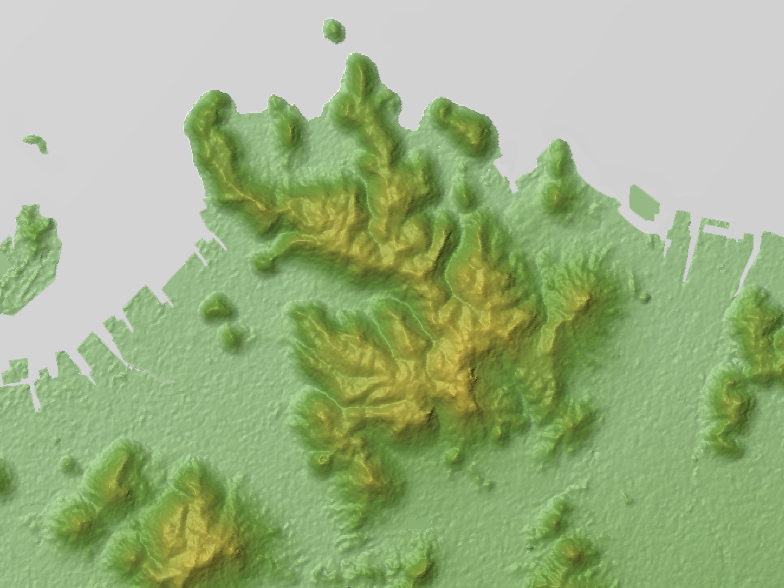
五色台の地形図

新生代中新世の約1300万年前 - 約1500万年前の瀬戸内火山活動の溶岩などでできた讃岐層群からなる。基盤の花崗岩の上に、凝灰岩・火山角礫岩・讃岐岩質安山岩・讃岐石（サヌカイト）が重なる。讃岐石は、国分台・青峰・白峰山・蓮光寺山・黄ノ峰の山頂部に分布する。サヌカイト溶岩が地表で分布する世界で唯一の場所であり、サヌカイトの聖地とされている。また 瀬戸内海国立公園を代表するジオサイトの一つであり、国分台遺跡を有する。

### 主な峰
|  | 峰                     | 読み                               | 標高   | 『香西記』(1792) による由来の要約                    |
|  | ---------------------- | ---------------------------------- | ------ | ---------------------------------------------------- |
|  | 猪尻山                 | いのしりやま                       | 483m   |                                                      |
|  | 大平山                 | おおひらやま                       | 478.7m | 四国百山に選定されている                             |
|  | 青峰（青峯）           | あおみね                           | 449.3m | 松や檜が多いので、冬でも青々としている               |
|  | 国分台                 | こくぶだい                         | 407.2m |                                                      |
|  | 赤峰台                 |                                    | 402.7m |                                                      |
|  | 北峰                   |                                    | 389m   |                                                      |
|  | 峰山（黒峰、黒峯）     | みねやま（くろみね）               | 375m   | 黒い岩がある                                         |
|  | 勝賀山                 |                                    | 364m   |                                                      |
|  | 白峰山（白峯）         | しらみねやま（しらみね）           | 337m   | 山深いので雪がなかなか消えない                       |
|  | 紅峰（赤峯）（紅の峯） | こうみね（あかみね）（こうのみね） | 245m   | 海岸にあるので朝日に照らされ、夕日に紅葉が照らされる |
|  | 王越山                 |                                    | 236m   |                                                      |
|  | 黄ノ峰（黄峯）         | きいのみね                         | 175m   | 秋の霜により木々が黄色い、あるいは、オミナエシが多い |

地形図と『讃岐府志（1681年）』の五峰の山名を対照して合致するは、白峰山と青峰だけである。『香西記（1796年）』の五色の山名の由来の記述は、白峯のほかは付会とされている。そして、中世後期に栄えた山岳寺院の、真言密教の五方五仏に配される五色糸（ごしきのいと）との関係があるとされる。

## 史跡・文化財など

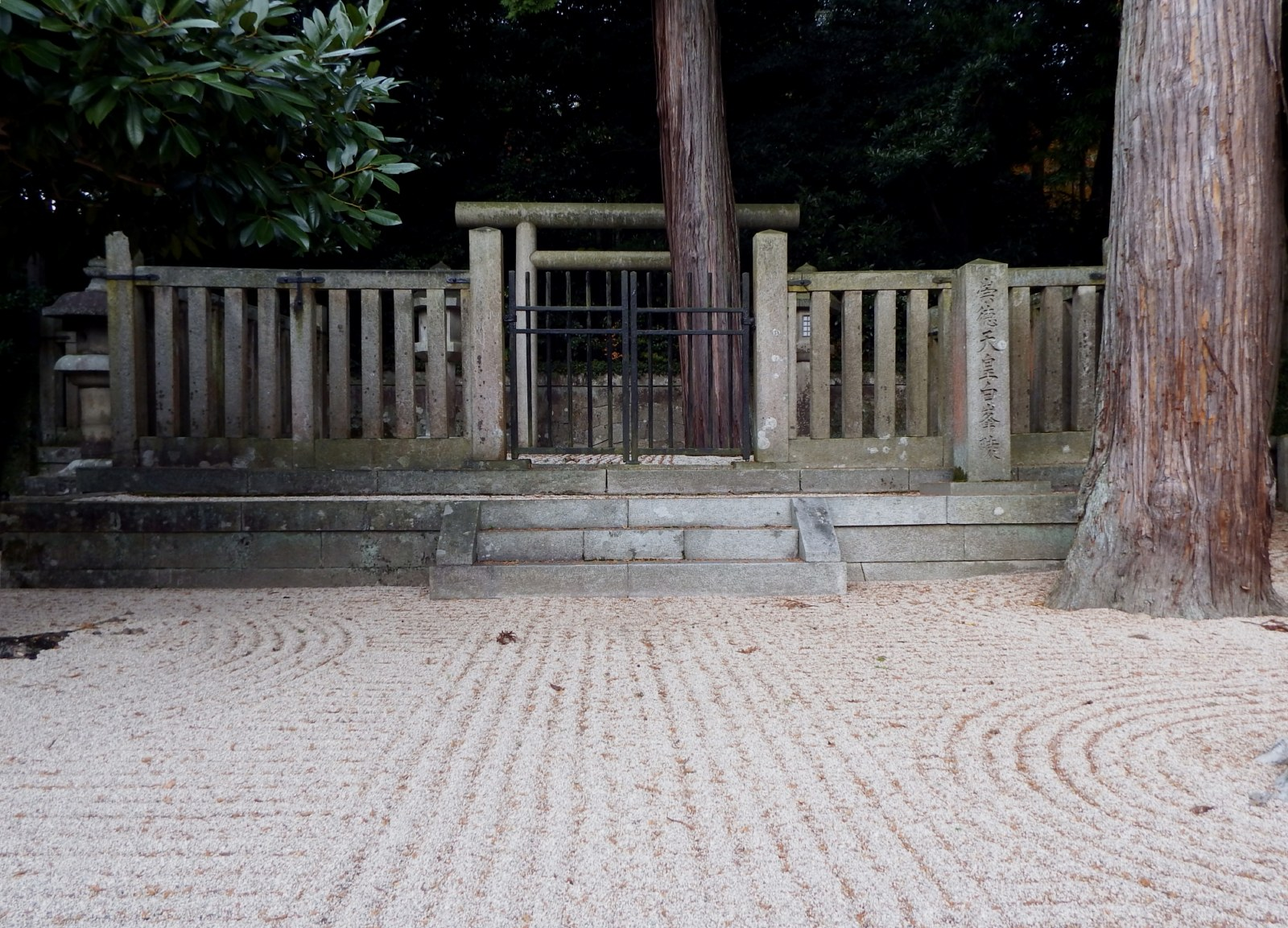
崇徳天皇白峯陵

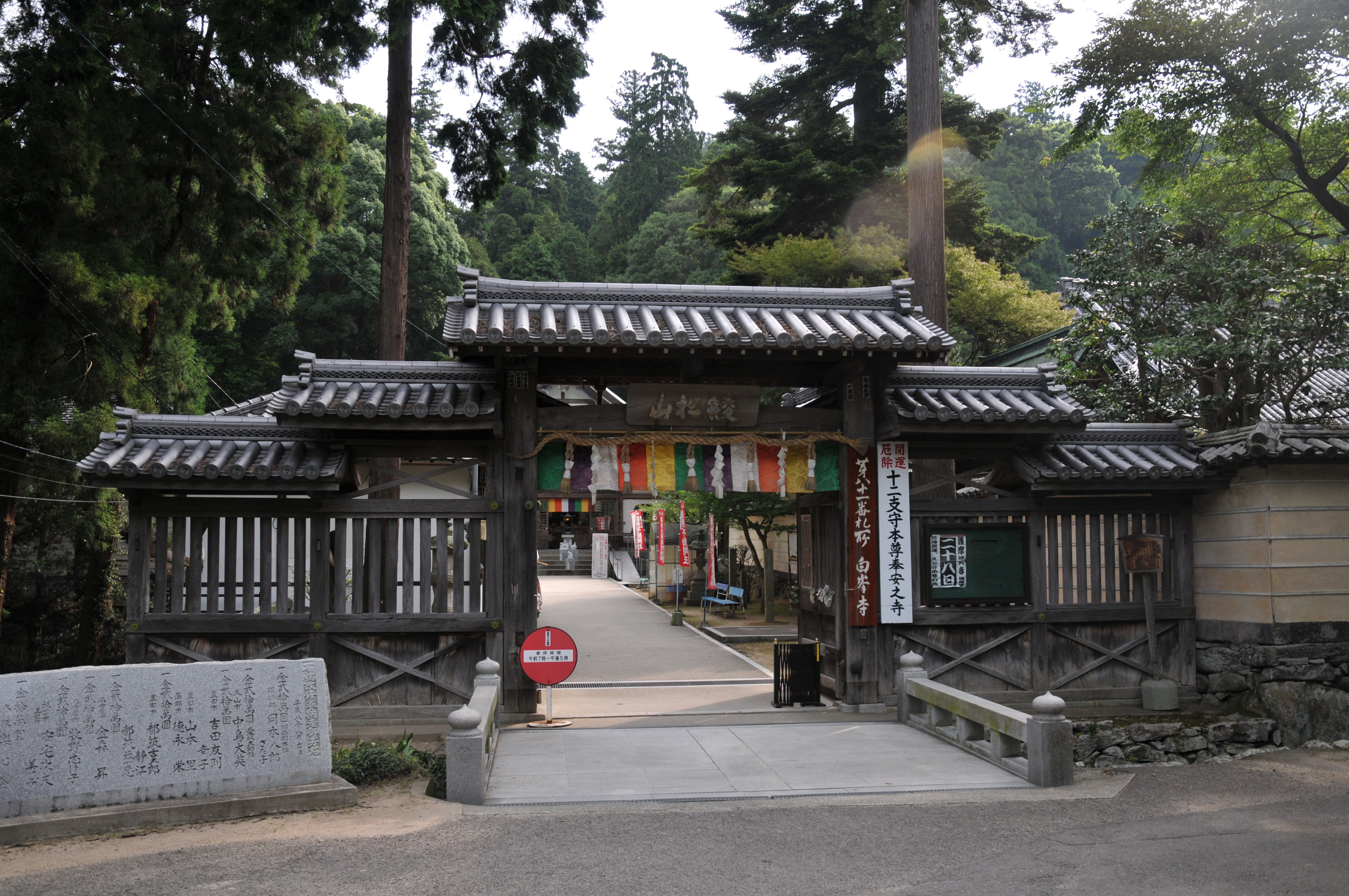
白峯寺の山門

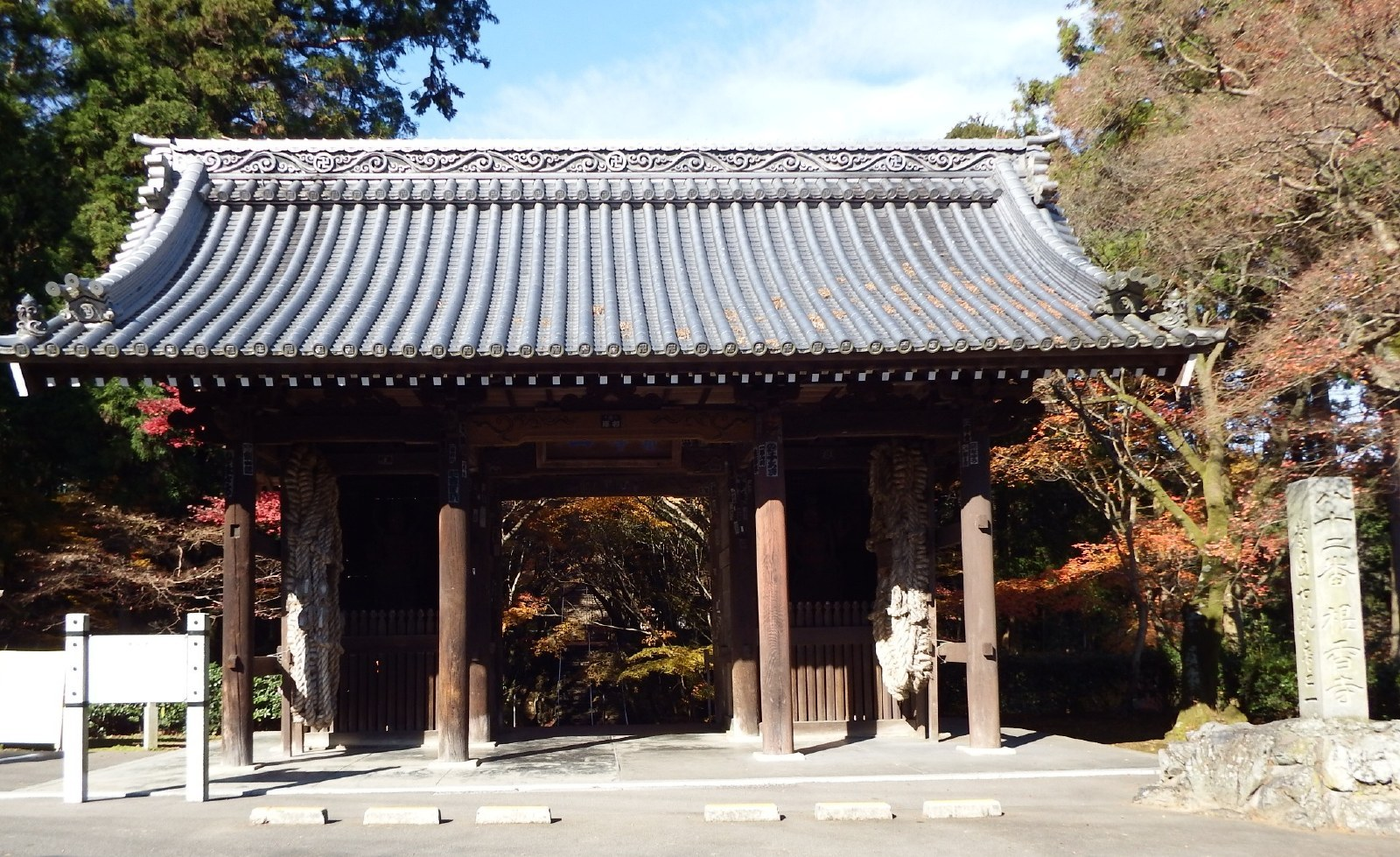
根香寺の仁王門

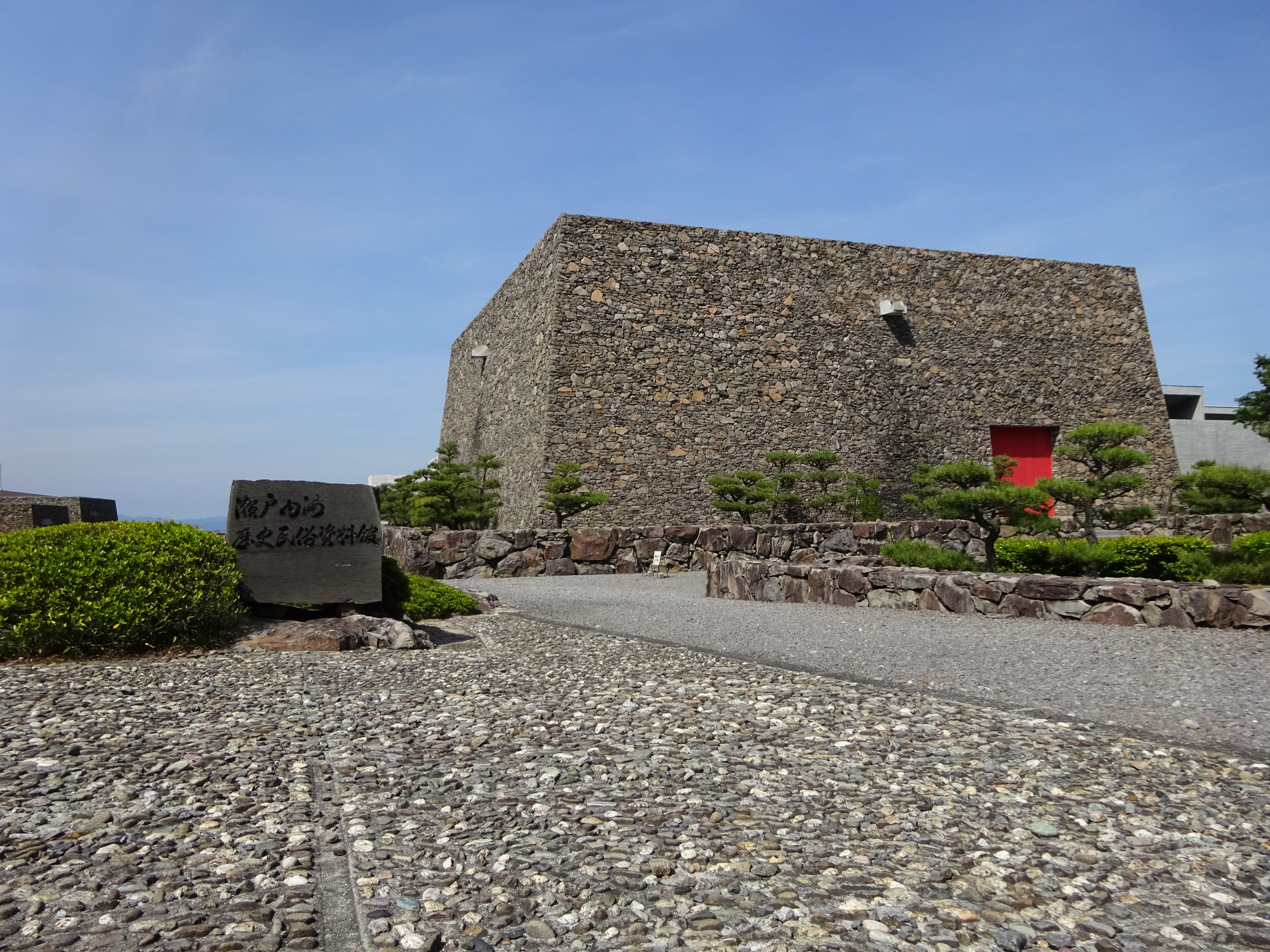
瀬戸内海歴史民俗資料館

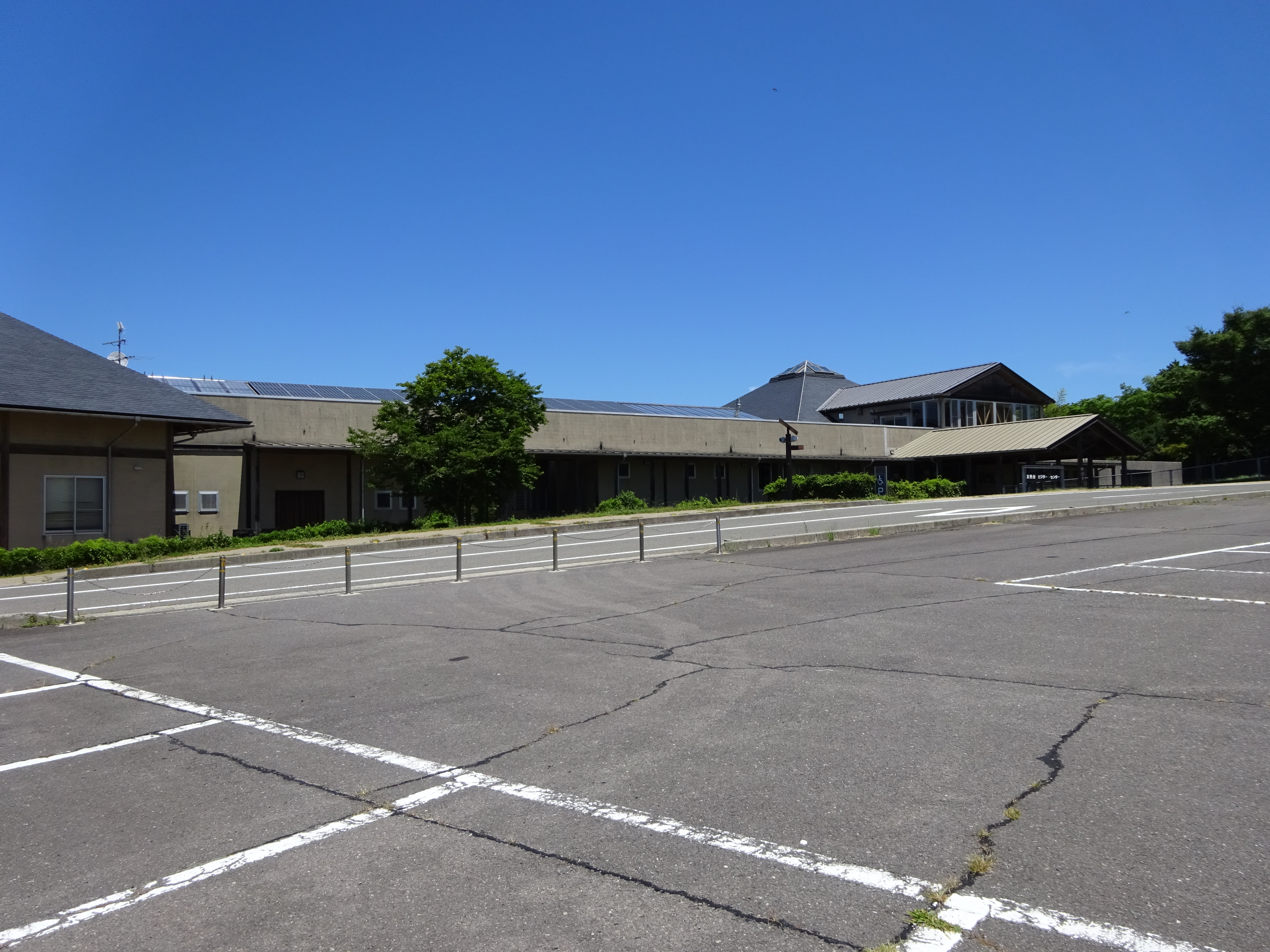
五色台ビジターセンター

天皇陵ー崇徳天皇白峯陵（すとくてんのう しらみねのみささぎ）：保元の乱により、讃岐に配流されていた崇徳院（上皇）の亡骸が、荼毘にふされた所に営まれている。陵に隣接して白峯寺がある。白峯寺の境内に崇徳院の菩提を弔う「頓證寺殿」が建立され、檜皮葺の建物・前庭などは御所を模しているという。白峯寺所蔵の「木造頓證寺勅額」は、国の重要文化財であり>、頓證寺殿拝殿付近には県指定文化財の頓證寺型石灯籠、西行法師の腰掛石、歌碑などがある。明治維新直前の慶応4年(1868年)に、朝廷は崇徳上皇の神霊を京都に帰還させ、白峯神宮を造営した。
四国八十八箇所 第81番札所  白峯寺（しろみねじ）：空海（弘法大師）が宝珠を埋め、円珍（智証大師）が本尊を刻み、伽藍を整備したと伝える真言宗の寺であり、白峰山の麓に所在する。門前の参道沿いに所在する2基の十三重石塔は国の重要文化財。他に建造物9棟（本堂、大師堂、阿弥陀堂、行者堂、薬師堂、頓証寺殿、勅額門、御成門、客殿、並びに附指定の七棟門と勅使門）が国の重要文化財に指定されている。その他多数の指定文化財を有し、境内には県の保存木に指定されている樅（もみ）の巨木が立っている。参道からは瀬戸内海の景色を望むことができ、県内最大級の落差を有する稚児の滝などがある。また、年間を通して花に囲まれ、特に春の桜、夏の紫陽花、秋の紅葉は有名で年中花を楽しめる寺として知られている。
四国八十八箇所 第82番札所  根香寺（ねごろじ）：円珍（智証大師）の創建と伝える天台宗の寺であり、木々に囲まれた青峰の中腹に所在する。本尊の「木造千手観音立像」は、国の重要文化財に指定されている。かつて、99の末寺を持つ山岳寺院の巨刹は焼失し、髙松藩主の松平頼重らにより再建された。そして、新緑に加えて楓の紅葉は、県下有数の紅葉スポットとして知られる。
瀬戸内海歴史民俗資料館：瀬戸内海の歴史・民俗などに関する、資料の収集・保管・展示・調査・研究を行う県立の資料館である。「瀬戸内海及び周辺地域の漁撈用具」と「瀬戸内海の船図及び船大工用具」は、国の重要有形民俗文化財に指定されている。また、石積みを基調とした建物は、「日本建築学会賞」を受賞し、「公共建築百選」と「DOCOMOMO JAPAN選定 日本におけるモダン・ムーブメントの建築」にも選定されている。
遍路道：2013年（平成25年）10月17日、白峯寺と根香寺を結ぶ、道の歴史の面影を残す区間（根香寺道）が「讃岐遍路道」の名称で国の史跡に指定された。白峯寺の山門から約400メートルの遍路道に、結界を示す笠塔婆（摩尼輪塔）の下乗石と、添碑の下乗石がある。また、白峯寺の参道の入り口にも下乗石が残存する。

## 登山・ハイキング

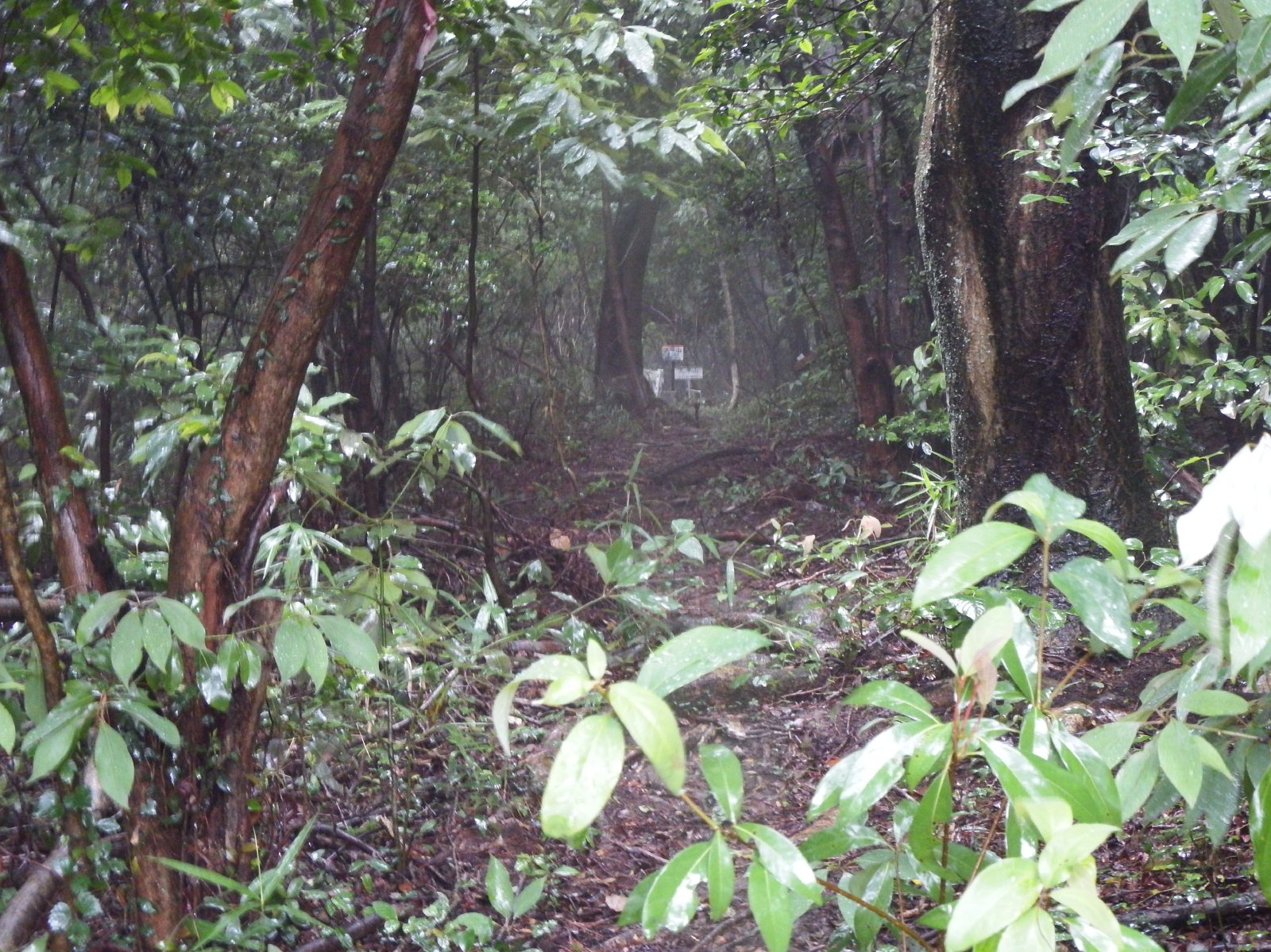
大平山の三角点

山麓に四国八十八箇所 第80番札所  国分寺（こくぶんじ）があり、白峯寺から根香寺へと霊場を巡る遍路道が、「四国の道」として整備されている。格好の登山・ハイキングコースとして四季折々に利用される。山麓の高屋口から白峯寺・山麓の香西口から根香寺へと、各々遍路道と異なる「四国の道」が整備されている。また、山上の手軽なハイキングにも「四国の道」が利用される。最高峰の猪尻山（いのしりやま）は、私有地のため立ち入り禁止で、三角点も無い。 
基準点：大平山（おおひらやま）、標高478.7ｍ。
座標=北緯34度19分46.27秒 東経133度57分8.53秒 / 北緯34.3295194度 東経133.9523694度

## その他
五色台の国有林は、四国の「レクリエーションの森の風景森」に指定されている。
五色台の2,990ヘクタールは、香川県の鳥獣保護区に指定されている。
サヌカイトは、「讃岐石」の名称で、日本地質学会の香川県の「県の石」に選定されている。また、「日本の地質百選」に、「サヌカイト」として選定されている。
「美しい日本の歩きたくなるみち500選」に、「崇徳天皇ゆかりの地を訪ねるみち」として選定されている。
五色台は山地であり、人々の集住が見えない。そのため五色台の歴史は、仏教寺院・白峯御陵と西行が訪れた事柄に止まる。

## 交通アクセス
バス路線は山麓で止まり、山上への乗り入れは無い。JRの高松駅～坂出駅間の予讃線が南麓を走行する。

## ギャラリー

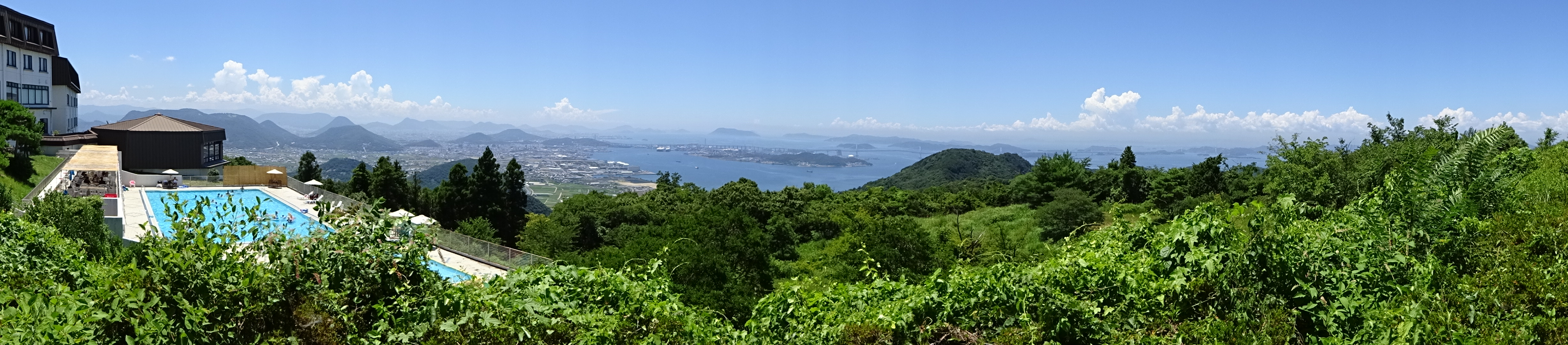
山と海を望む（休暇村讃岐五色台）

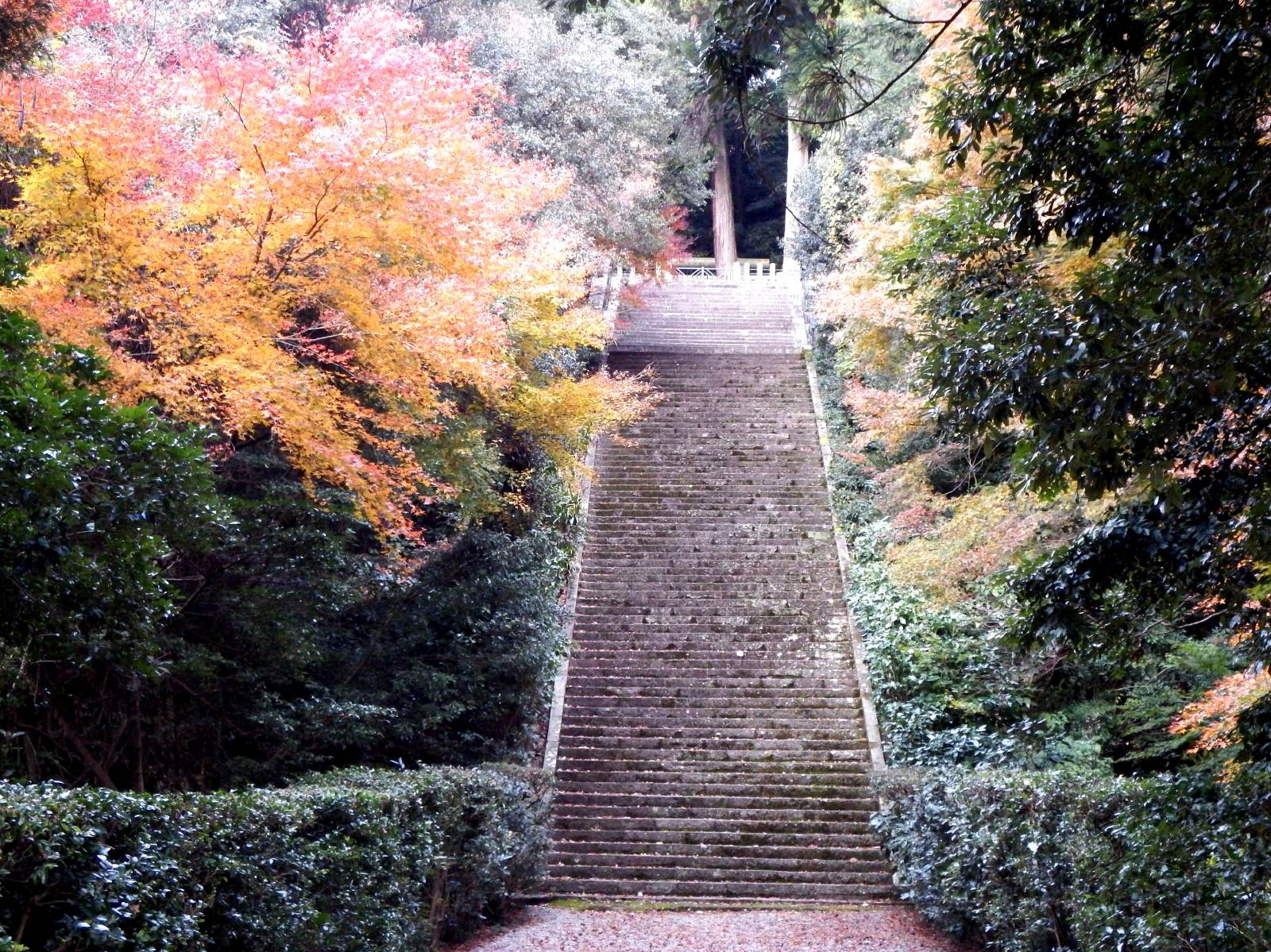
天皇陵の石段
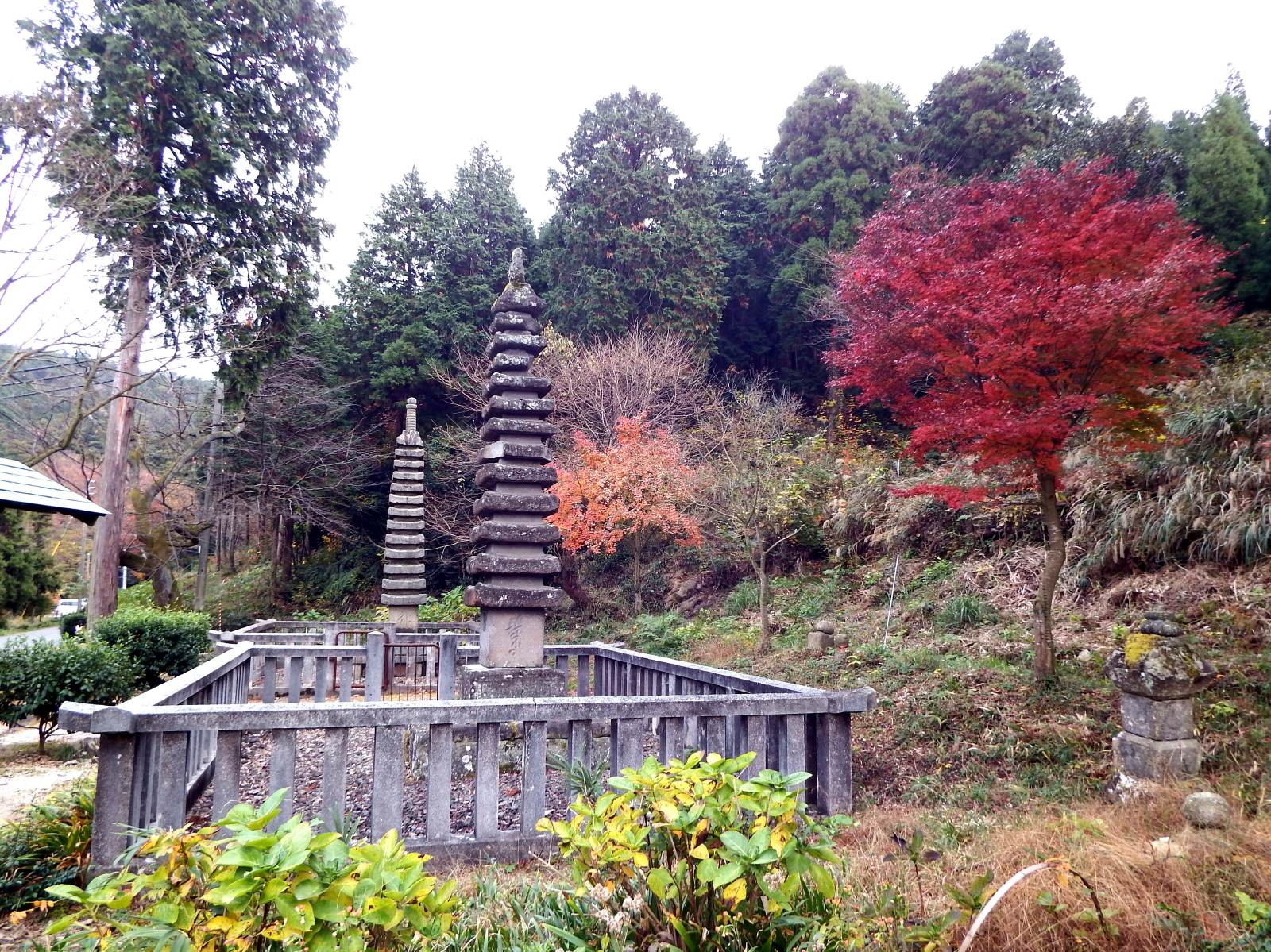
白峯寺の十三重石塔
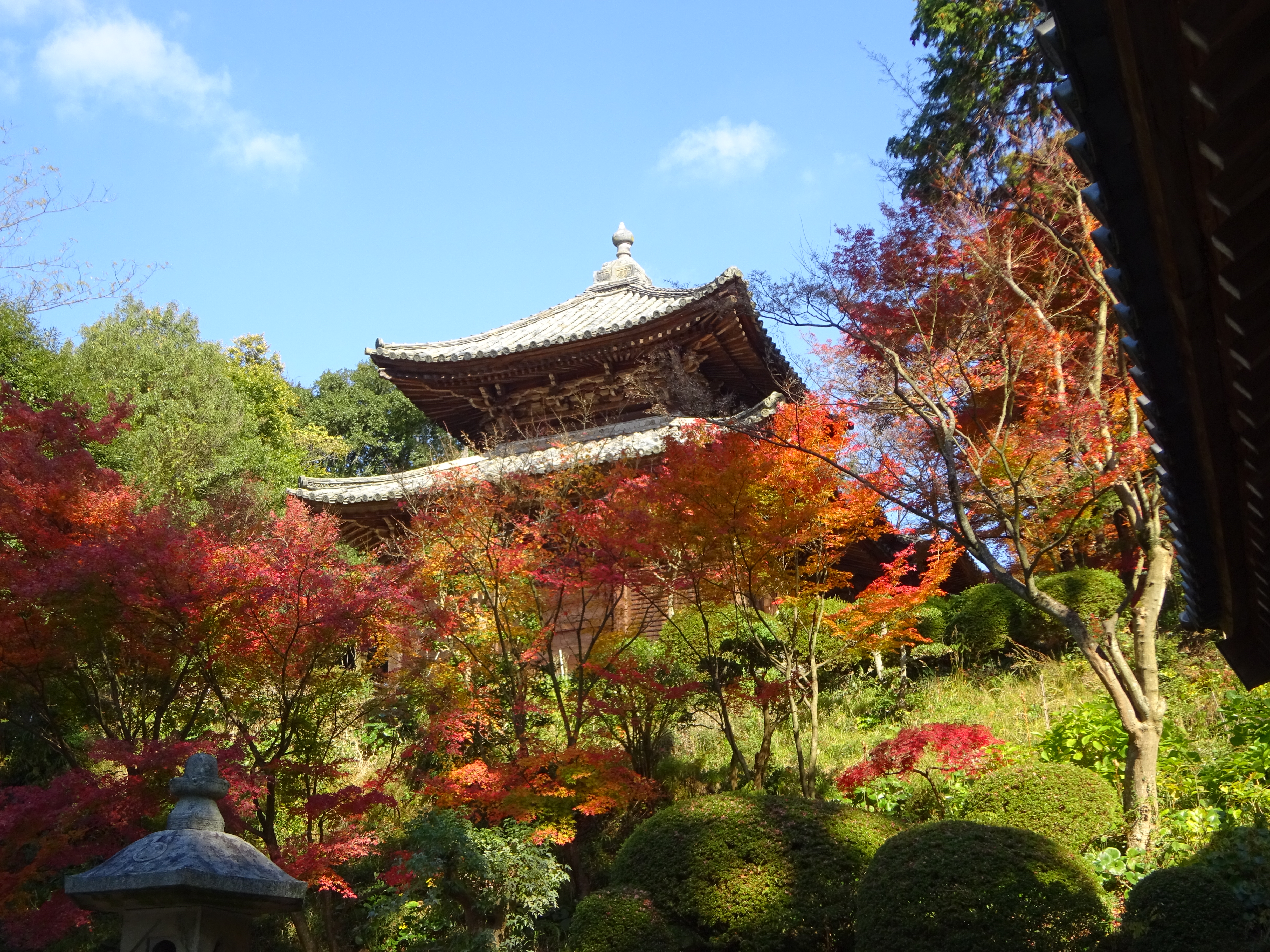
白峯寺の薬師堂
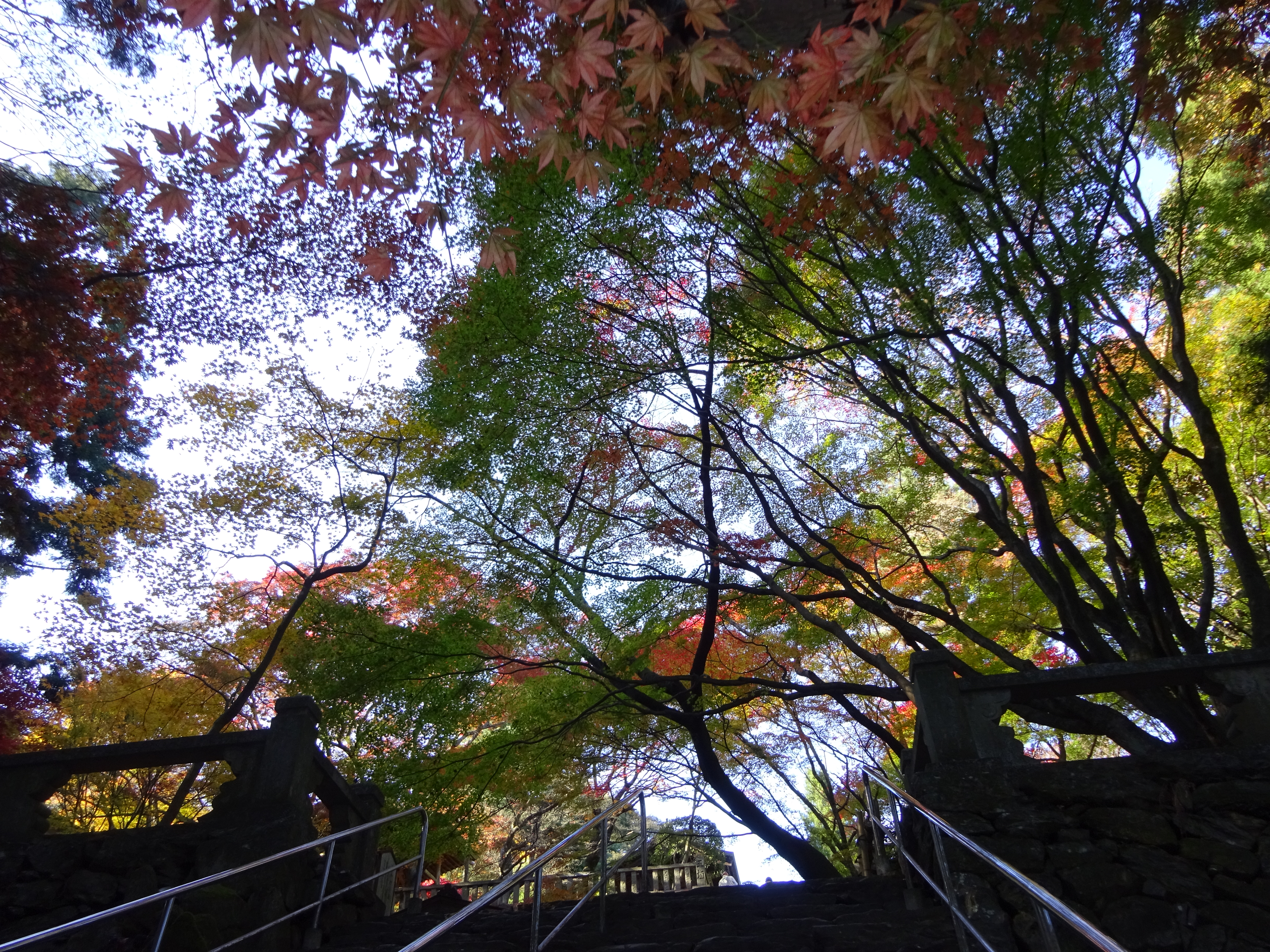
根香寺のカエデ
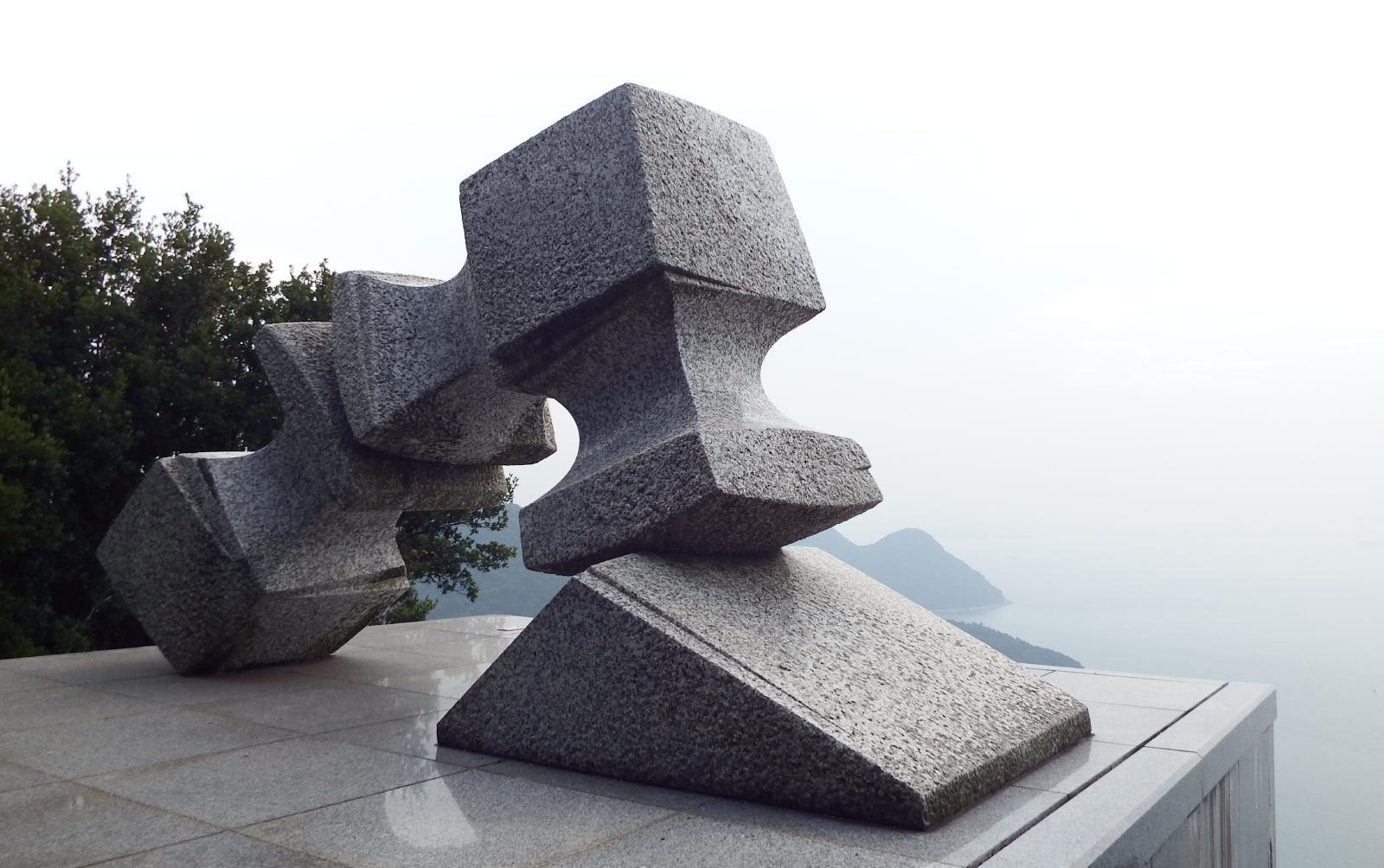
彫刻「またきまい」
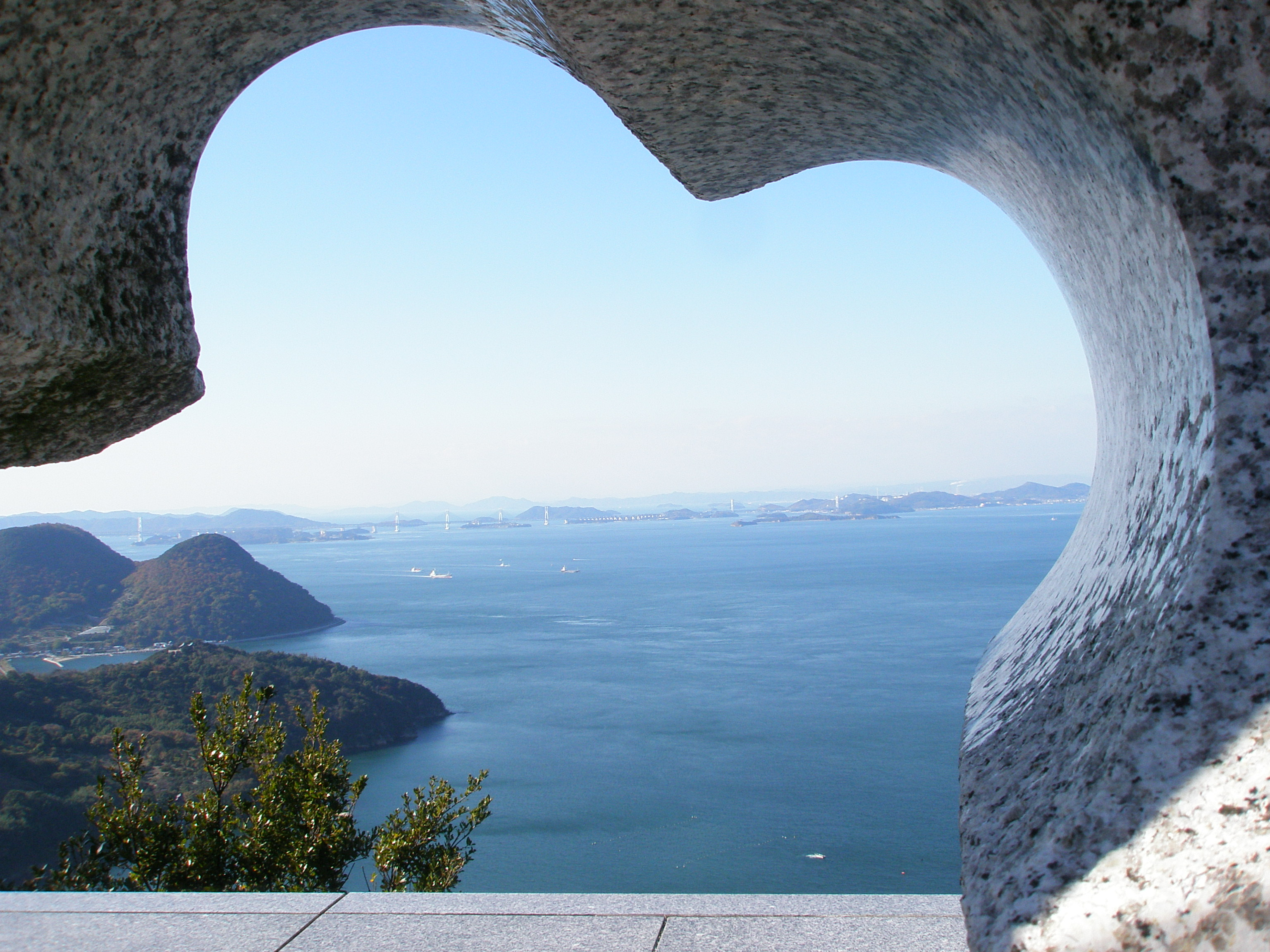
瀬戸大橋（彫刻）
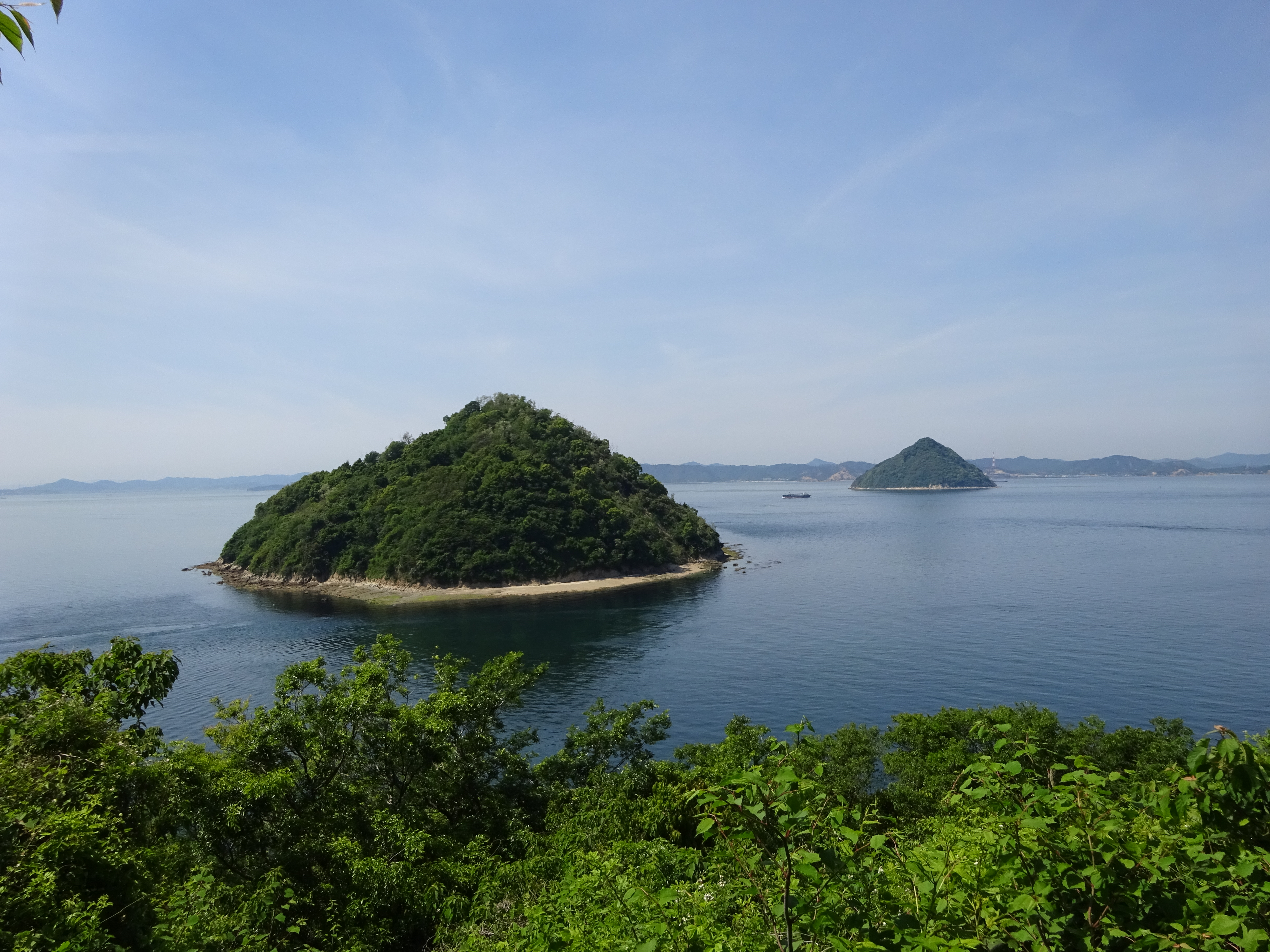
大崎ノ鼻で望む
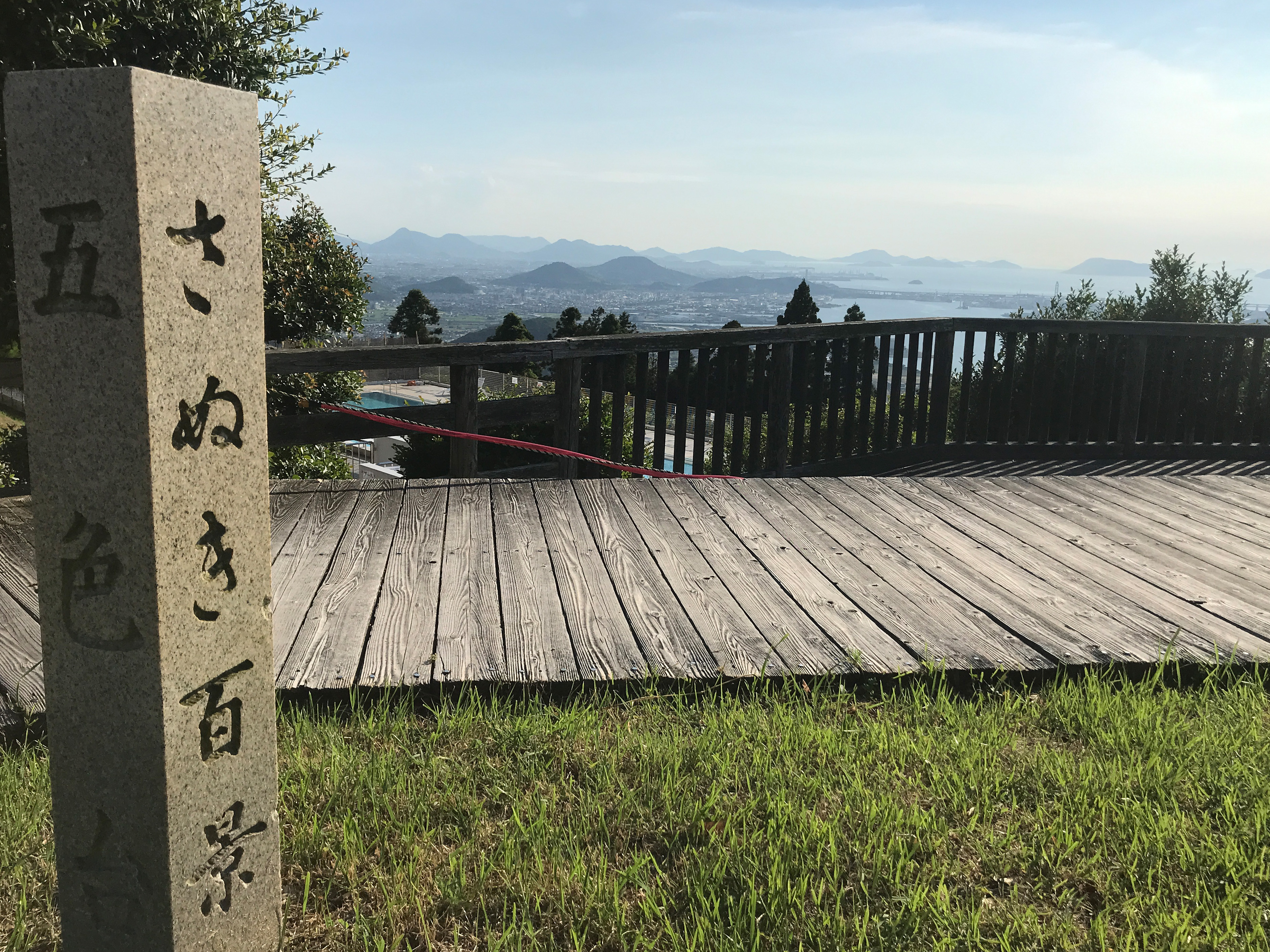
さぬき百景の石柱